# Novilla

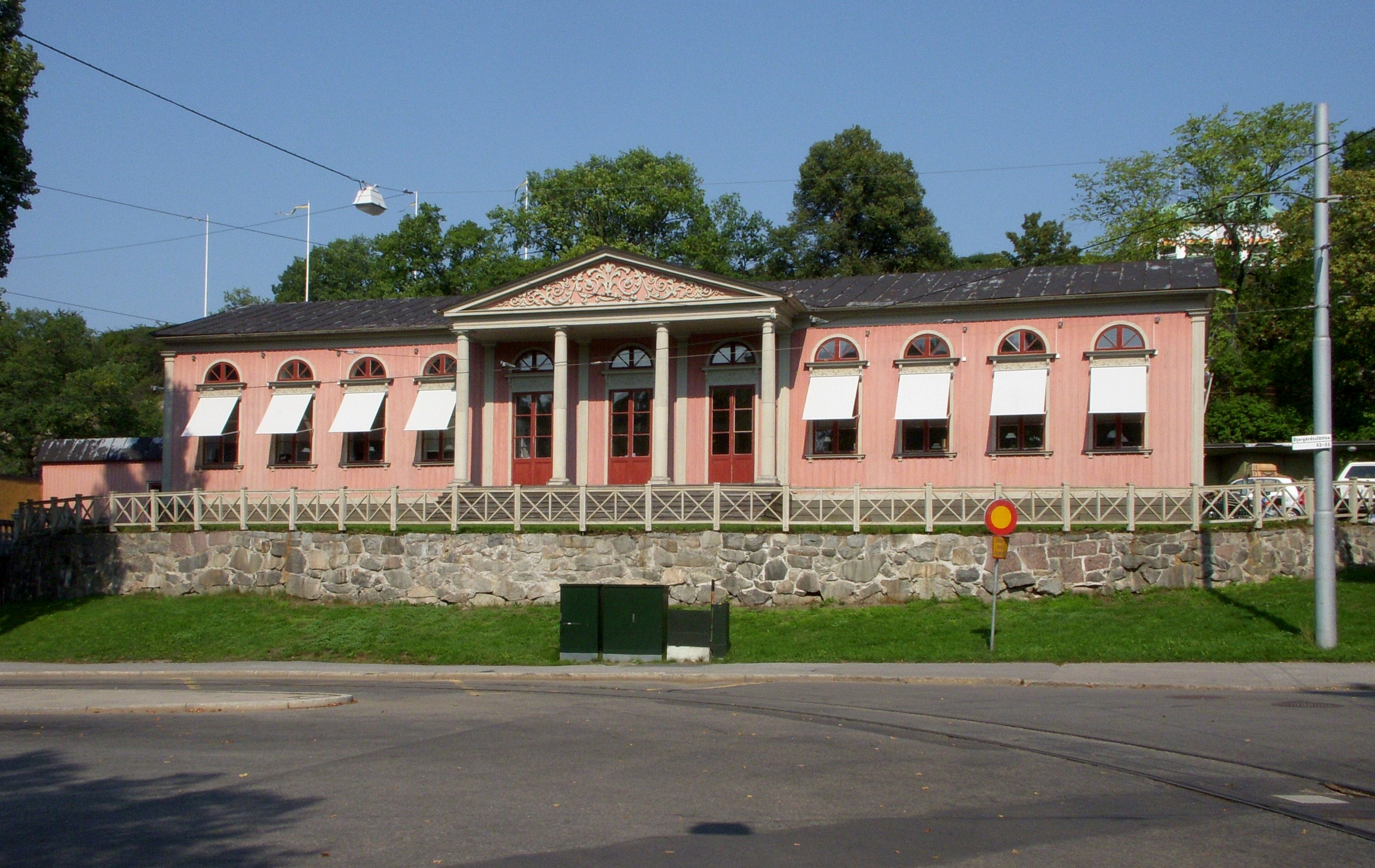
Novilla, fasad mot Djurgårdsslätten 2011.

Novilla är en byggnad på Södra Djurgården i Stockholm, uppfört 1833 som danssalong och kallades även Vauxhallen och Folies Caprices. Genom åren hade Novilla många funktioner, storhetstiden var på 1860-talet och några årtionden framåt. På 1930-talet var det inspelningsateljé. Novilla ägs sedan 1943 av Skansen.

## Historik
Novilla ligger strax till höger om Skansens huvudentré på Djurgårdsslätten. Här uppfördes 1833 en träbyggnad i empir, där arkitekten kan ha varit Fredrik Blom. Ursprungligen fanns över huvudentrén en baldakin. Vid en senare ombyggnad accentuerades huvudfasaden mot syd med en frontespis och fyra kolonner. 

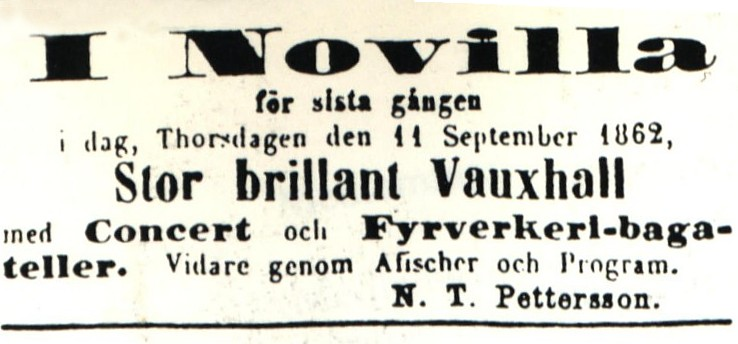
Tidningsklipp från 1862

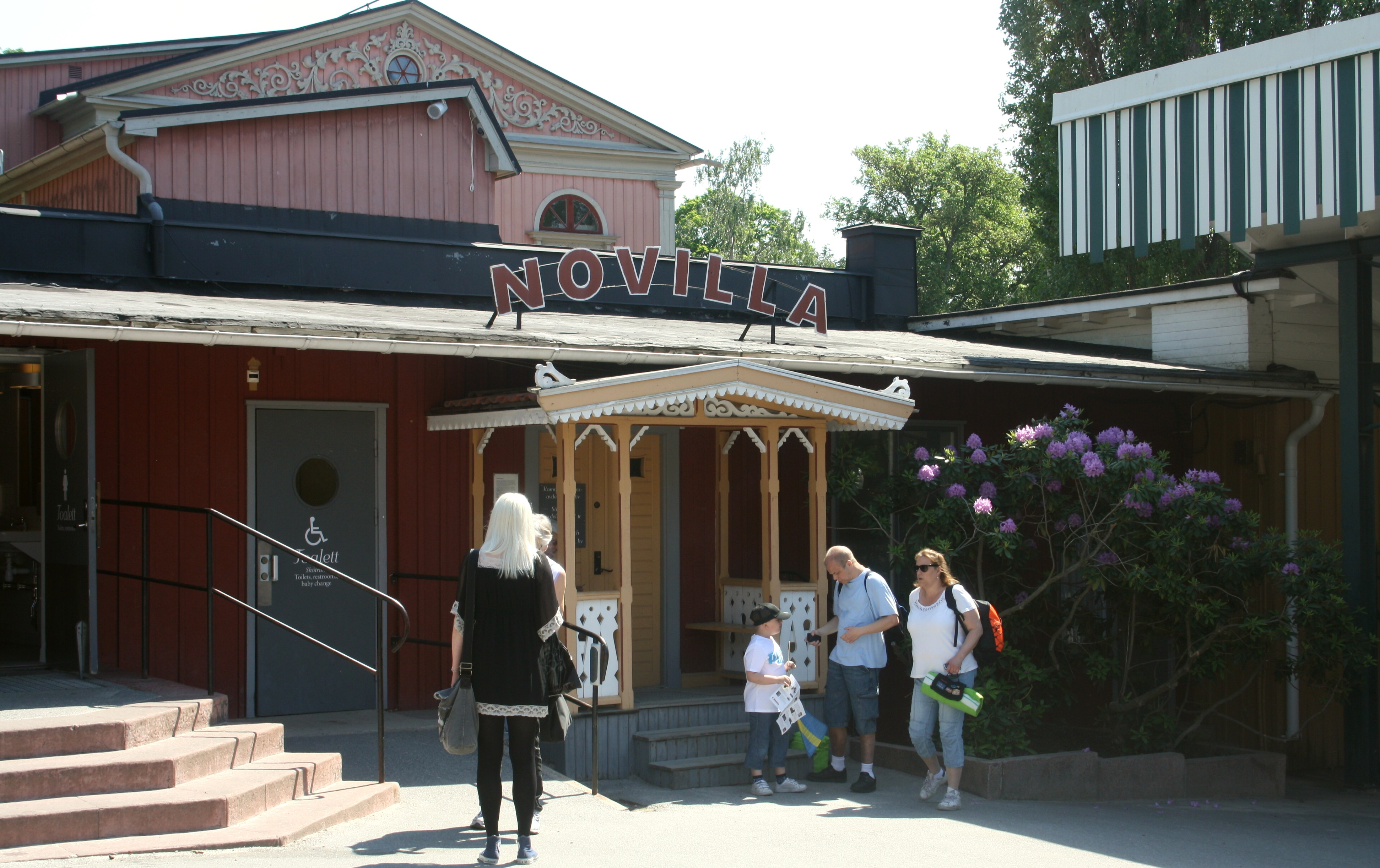
Novilla, entré från Skansen 2011.

Huset var byggt som danssalong och kallades Ludvigsberg under en kortare period. 1847 fick den namnet Novilla, samtidigt gjordes lokalen om till schweizeri och den stora salen förvandlades till vinterträdgård med växter, kristallkronor och springbrunnar. Sin storhetstid upplevde Novilla på 1860-talet och några årtionden framåt. Sommaren 1875 köpte konditorn August Schéele Novilla. Av allt att döma drev han rörelsen enligt samma riktlinjer som företrädaren och han bibehöll även vinterträdgården.
Efter Schéeles död sålde sterbhuset i mars 1889 Novilla till byggmästaren Carl Oscar Lundberg, som redan efter ett och ett halvt år avyttrade byggnaden till källarmästaren Edvard Schreil. Vid en ombyggnad i slutet av 1880-talet blev det restaurang med kafé och varieté i byggnaden. 1896 års varietéförbud medförde en tillbakagång för rörelsen. På 1920-talet fungerade Novilla åter som danssalong, nu under namnet Folies Caprices.
År 1935 förvärvade Cromo Film AB Novilla och öppnade inspelningsateljé för ljudfilm i byggnaden. Men verksamheten gick inte ihop och 1938 köpte Sandrews ateljén och utrustningen. Under 1930-talet inspelades flera svenska långfilmer i Novilla, bland dem Alla tiders Karlsson (1936), Rendezvous im Paradies  (1936), Skeppsbrutne Max  (1936) och På kryss med Albertina (1938).
Efter att ha varit film- och radioateljé övertogs Novilla 1943 av Skansen som under många år använde huset som informations- och utställningslokal. Övervåningen inreddes till bostad och där bodde förre vice VD på Skansen Karl-Erik Nygren. Sedan 201? används huset som kontor för flera av Skansens avdelningar.

## Teater
| År   | Produktion        | Upphovsmän       | Regi | Noter |
| ---- | ----------------- | ---------------- | ---- | --- |
| 1921 | Bröllopet på Solö | Oscar Wennersten |      | Premiär 4 juni 1921 Alva Palmér, Inez Strömberg, Edith Johnson, Carl Nilson, Knut Frankman, John Melin, Sigurd Karlsson |

## Historiska bilder

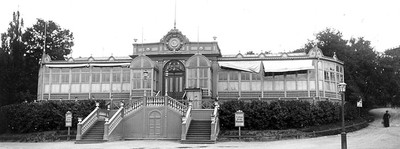
Novilla
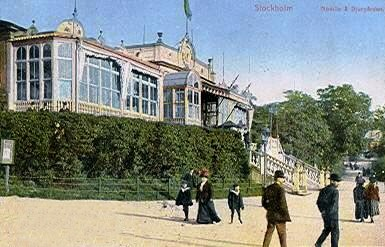
Novilla 1916
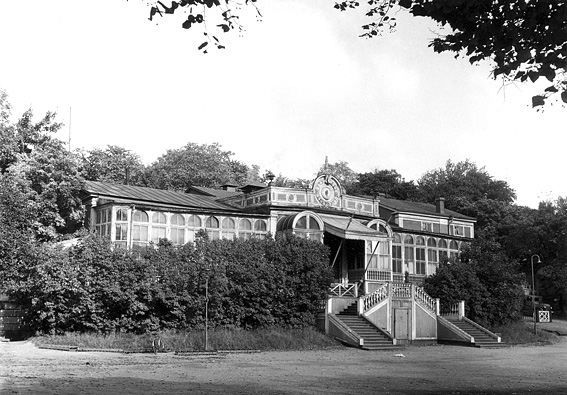
Novilla 1935
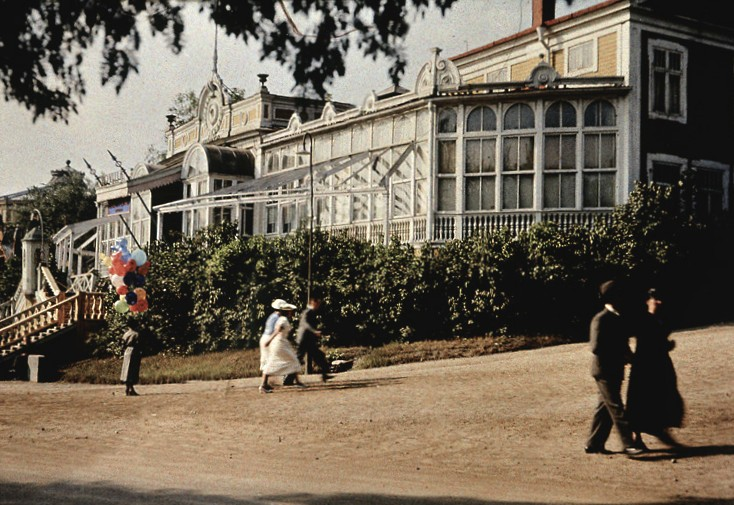
Novilla 1936
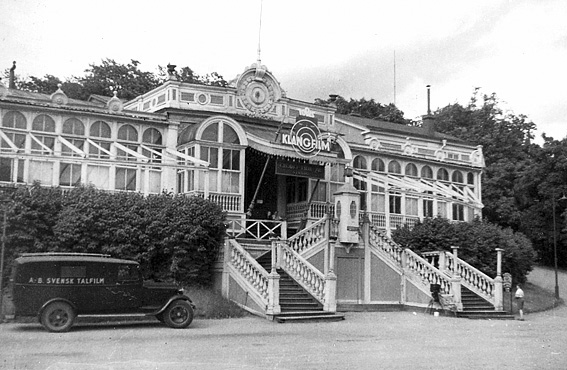
Novilla 1938